# Carlos Gaete
Carlos Gaete Moggia (* 4. November 1987) ist ein ehemaliger schwedischer Fußballspieler. Der zentrale Mittelfeldspieler debütierte 2008 für Hammarby IF in der Allsvenskan.

## Werdegang
Gaete begann mit dem Fußballspielen bei Haningenalliansen. 2007 wechselte der Mittelfeldspieler zu Hammarby Talang FF in die viertklassige Division 2. Dort wusste er zu überzeugen, sodass die Verantwortlichen von Hammarby IF den Spieler im Sommer 2008 mit der A-Mannschaft trainieren ließen. Schließlich verließ er das Farmteam HTFF und etablierte sich bei HIF im Kader für die Allsvenskan. Bei seinem Erstliga-Debüt am 14. Juli des Jahres trug er sich beim 4:2-Auswärtserfolg bei Malmö FF direkt in die Torschützenliste ein. In der Folge kam er unter Trainer Tony Gustavsson in der Spielzeit 2008 zu 14 Saisoneinsätzen, einen Großteil davon in der Startformation. Zur Spielzeit 2009 erhielt er das Jersey mit der Rückennummer „7“, fand sich jedoch häufiger nur noch auf der Ersatzbank wieder. Zwar hatte er bis Saisonende in 17 der 30 Ligaspiele mitgewirkt, an der Seite von Fredrik Söderström, Christian Traoré und Sebastian Castro-Tello verpasste er mit der Mannschaft jedoch den Klassenerhalt. Auch in der zweiten Liga kam er selten über die Rolle des Einwechselspielers hinaus. Nachdem er in der ersten Hälfte der Zweitliga-Spielzeit 2011 lediglich fünf Saisonspiele bestritten hatte, schloss er sich im August 2011 bis zum Saisonende dem Drittligisten IK Sirius in der Nordstaffel der Division 1 an.
Kurzzeitig vereinslos schloss sich Gaete im Februar 2012 dem Zweitligisten IFK Värnamo an, bei dem er einen Zwei-Jahres-Vertrag unterzeichnete. Unter Trainer Jörgen Petersson schnell Stammkraft, stand er mit der Mannschaft um Tobias Englund, Jonathan Ring und Martin Claesson auf Anhieb im Abstiegskampf. Trotz eines Trainerwechsels – im Juli übernahm der vormalige Profi Glenn Ståhl den seinerzeitigen Tabellenletzten – blieb er mit der Mannschaft im Tabellenkeller. Nachdem sich die Mannschaft am letzten Spieltagen überraschend durch einen 4:2-Erfolg nach Toren von Mohammed Abdulrahman, Joel Löw und dem zweifachen Torschützen Elmin Kurbegovic gegen den Erstligaaufsteiger IF Brommapojkarna auf einen Relegationsplatz gehievt hatte, setzte er sich dort mit ihr gegen Lunds BK durch und hielt die Klasse.